# Federação Italiana de Hóquei no Gelo
A Federação Italiana de Hóquei no Gelo é o órgão que dirige e controla o hóquei no gelo da Itália, comandando as competições nacionais e a seleção nacional.